# Anisodes falsareolaria
Anisodes falsareolaria är en fjärilsart som beskrevs av Charles Oberthür 1916. Anisodes falsareolaria ingår i släktet Anisodes och familjen mätare. Inga underarter finns listade i Catalogue of Life.